# Cryphia palaestinica
Cryphia palaestinica là một loài bướm đêm trong họ Noctuidae.